# حملة ديالى
كانت حملة ديالى سلسلةً من العمليات التي نفّذتها قوات الائتلاف ضد المتمرّدين العراقيين، إلى جانب عددٍ من التفجيرات والهجمات العصابية ضد قوات الأمن في محافظة ديالى بالعراق، بهدف السيطرة على المحافظة وتقليص نشاط المتمرّدين.

## خلفية
أعلن تنظيم القاعدة في العراق في منتصف أكتوبر 2006، تأسيس الدولة الإسلامية في العراق  ليحلّ محلّ مجلس شورى المجاهدين وتنظيم القاعدة في العراق.
حظيت محافظة ديالى في عام 2006 بأهمية خاصة بالنسبة للمتمرّدين. حين كان أبو مصعب الزرقاوي زعيم القاعدة في العراق، اختار ديالى عاصمةً للخلافة الإسلامية التي خطّط لإقامتها في البلاد، وجعل مقره في إحدى القرى شمال غرب بعقوبة. وفي 28 أبريل 2006، في يوم ميلاد صدام حسين، شنّ متمرّدو مجلس شورى المجاهدين، ومن بينهم عناصر من القاعدة في العراق، هجومًا منسّقًا شمل عموم المحافظة، مستهدفين المقدادية، بلدروز، كنعان، الخالص، خان بني سعد وعاصمة المحافظة بعقوبة. استخدم المتمرّدون المناطق الريفية شرق وجنوب شرق العاصمة، من بلدروز حتى منطقة تركي، كقواعد إمداد لحملات التفجير في بغداد وديالى. كما تمركزوا في وادي نهر ديالى شمال شرق بعقوبة، حيث قاتلوا للسيطرة على المقدادية، التي تُعدّ خط اتصال مهم نحو بحيرة حمرين وكركوك وإيران. كذلك فرضوا سيطرتهم على المناطق القبلية الممتدة من خان بني سعد جنوب بعقوبة وصولًا إلى سلمان باك جنوب شرق بغداد.

## المقدمات
بعد فترة قصيرة من تقدّم المتمرّدين في بغداد عقب عملية معًا إلى الأمام، بدأ هؤلاء تدريجيًا نقل مواردهم من بغداد – التي كانت أكثر من 80% منها تحت سيطرتهم – ومن الأنبار التي كانت هي الأخرى شبه خاضعة لهم، إلى محافظة ديالى شمال شرق بغداد. أولى إشارات تصاعد النشاط المسلح في ديالى ظهرت بعد عثور القوات الأمريكية على مجمّع خنادق للمتمرّدين قرب قرية تركي، حيث دار قتال دموي. وبعد أسابيع قليلة، اندلعت معارك بين الشرطة والمتمرّدين إثر هجوم على مقر شرطة بعقوبة، ما أدّى إلى إغلاق المدينة بالكامل، شمل الجامعة والمدارس ومعظم الأسواق، بينما خلت الشوارع إلا من قلة تسابقت لتأمين الطعام. ووفقًا لمصادر في الشرطة، قُتل ما لا يقل عن 55 مسلحًا خلال الأيام السابقة، كما عُثر أثناء القتال على مقبرة جماعية تضم 28 جثة. بعد ذلك بدأت القوات الأمريكية والعراقية بتنفيذ مداهمات في المدينة. وقد أفاد مشرحة بعقوبة مطلع ديسمبر 2006 باستقبال 102 جثة خلال أسبوعين فقط.
ومع إعلان محاولة جديدة من القوات الأمريكية والعراقية لاستعادة شوارع بغداد، بدأ المتمرّدون بتسريع تحرّكاتهم، ويُعتقد أنّ السبب وراء ضعف المقاومة التي واجهتها قوات الأمن في بغداد أثناء عملية قانون والنظام يعود إلى انتقال معظم المتمرّدين إلى ديالى.